# لوک پریور
لوک پریور (به انگلیسی: Luke Pryor) سناتور سابق عضو حزب دموکرات ایالات متحده آمریکا بود. وی در سال ۱۸۸۰ میلادی سناتور ایالت آلاباما در سنای ایالات متحده آمریکا بود.